# Ion Voinescu
Ion Voinescu (n. 18 aprilie 1929, Valea Dragului, România – d. 9 martie 2018, București, România) a fost un fotbalist român, cunoscut și sub porecla de „Țop” Voinescu.

## Carieră
Voinescu a debutat la Olimpia București în 1939, cu puțin timp înainte de al Doilea Război Mondial. În 1943 este transferat la altă echipă din București, ASPIM, iar în 1945, după război, semnează primul contract de seniori, cu echipa Carmen București, una din cele mai bune echipe din perioada interbelică. Părăsește însă echipa după doar un an, semnând pentru Solvay Uioara (Soda Ocna Mureș).
Anul 1947 îl găsește la RATA din Târgu-Mureș, iar în 1948 se întoarce în București și semnează cu Metalul. În 1950 este cerut de Steaua București, de unde se va retrage din activitatea competițională în 1965. Este cunoscută rivalitatea dintre el și Costică Toma în timpul perioadei petrecute la Steaua.
Voinescu a câștigat campionatul României în 1951, 1952, 1953, 1956, 1959-60 și 1960-61, jucând în total aproximativ 400 de partide în Divizia A. A câștigat, de asemenea, Cupa României în anii 1950, 1951, 1952, 1955 și 1962.
Voinescu a acumulat 22 de selecționări în Naționala României.
În 1952 a participat la Olimpiada de la Helsinki, prestație în urma căreia presa finlandeză l-a considerat „cel mai bun portar al lumii”!
În 1956 a fost solicitat să joace la Arsenal Londra, iar în 1961, la echipa Vasco da Gama, campioana Braziliei de atunci, transferurile neputându-se concretiza din cauza interdicției impuse de Securitate.
Pentru meritele sale sportive deosebite, i-au fost decernate Ordinul Muncii cl. a II-a și Steaua Republicii, fiind, până în prezent, singurul sportiv român al tuturor timpurilor onorat cu aceste distincții.
A obținut titlul de maestru emerit al sportului și calificarea de antrenor categoria I.
Ca antrenor, a lucrat la clubul Steaua, cu echipele de copii, juniori și seniori.
A format și antrenat portari precum: Helmuth Duckadam (de la prima apariție a acestuia la Steaua, până după meciul de la Sevilla), Vasile Iordache, Dumitru Stângaciu, Daniel Gherasim (adus de Voinescu la Steaua), Constantin Eftimescu, Dumitru Moraru.
În 1977, echipa de juniori a Stelei, antrenată de Voinescu, a câștigat pentru prima dată campionatul (realizându-se performanța că, în același an, toate cele trei echipe ale Stelei - juniori, tineret și seniori - să câștige campionatul).
De asemenea, a activat ca antrenor la ASA Târgu Mureș și la Sfântu Gheorghe - echipe pe care le-a salvat de la retrogradare -, precum și la Piatra Neamț - echipă pe care a calificat-o din divizia C în B.
S-a retras complet din fotbal spre sfârșitul anilor '80. A fost locotenent colonel în Ministerul Apărării Naționale.
O stradă din București îi poartă numele.

## Distincții
- Ordinul Muncii clasa a II-a (20 iunie 1952) „pentru merite deosebite în activitatea sportivă”[4]
- Ordinul „Steaua Republicii Populare Romîne” clasa a V-a (3 septembrie 1962) „pentru contribuția adusă la dezvoltarea mișcării de cultură fizică și sport în Forțele Armate ale Republicii Populare Romîne, cît și pe plan național”[3]

## Cărți
- Deșliu, Dan (1968). În poartă, Voinescu!. Consiliul Național de Educație Fizică și Sport, București.